# Jean Barol

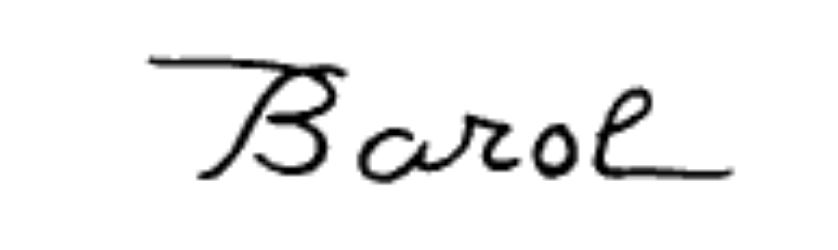
Signatur von Jean Barol

Jean-Baptiste Barol (* 1873 in Vallauris, Frankreich; † 1966) war ein französischer Keramiker.

## Leben
Jean Barol wurde in jungen Jahren von Clement Massier in Golfe Juan, Vallauris im Süden Frankreichs als Keramiker ausgebildet. 1912 gründete Barol mit den drei Künstlern Marius Alexandre, Jean Carle und François Sicard die Keramikmanufaktur BACS in Vallauris. BACS war ein Anagramm aus den Anfangsbuchstaben ihrer Nachnamen. Barol war der Glasurkünstler, Alexandre der Maler, Carle der Dekorateur und Sicard der Töpfer. Hier perfektionierte Barol die kunsthandwerkliche Technik des Cloisonné beim Auftragen von Emaille auf metallisch glänzende Gefäße.
1917 verließ Barol mit Francois Sicard die Firma BACS. Die beiden gründeten die Manufaktur Montieres in Amiens im Norden Frankreichs, wo sie weiter irisierende und emaillierte Keramiken im Jugendstil produzierten. Barol fungierte hier bis 1920 als künstlerischer Direktor. Während seines Aufenthalts in Amiens unterrichtete Barol Keramiktechniken an der dortigen École supérieure d’art et de design d’Amiens.
1920 kehrte Barol zu BACS zurück, wo er bis zur Schließung des Unternehmens 1927 künstlerisch tätig war. Hier stellte er nun auch Keramikartikel im Stil des Art déco her. In den 15 Jahren, in denen BACS produzierte, hatte Barol regelmäßig Auszeiten genommen, in denen er für die Faïencerie Picard in Amiens tätig gewesen war.
1927 erhielt Barol die Auszeichnung Meilleur Ouvrier de France und unterrichtete darauf Keramiktechniken an der École Jules Ferry. Bis zu seinem Tod 1966 arbeitete Jean Barol in Cannes-La Bocca und in seinem Geburtsort Vallauris weiter mit Keramik.